# 커튼 콜2
《커튼콜2》은 2024년에 방영예정인 KBS 2TV 월화 드라마이다.
커튼콜2
Curtain Call
장르휴머니즘방송 국가 대한민국방송 채널KBS 2TV방송 기간2024년 11월 4일 ~방송예정 분량70분방송 횟수16부작추가 채널KBS 드라마기획박기호 (KBS 드라마본부)책임프로듀서권계홍 (KBS 드라마운영팀) 안수진프로듀서신경균, 우예스란편집조인형, 박지현제작자조윤정, 최재순연출윤상호극본조성걸출연자강하늘, 하지원, 고두심 외음악김수현, 김우정, 양채은, 원예나, 천민정자막청각 장애인을 위한 자막 방송HD 방송 여부HD 제작 · 방송외부 링크 커튼콜 공식 홈페이지
기획 의도편집
'낙원'의 주인인 시한부 할머니의 소원을 이루어주기 위해, 전대미문의 특명을 받은 한 남자와 지상 최대 사기극에 얽힌 사람들의 이야기
방송시간
방송 채널방송 기간방송 시간방송 분량KBS 2TV2023년 10월 30일 ~ 방송예정 월요일, 화요일 밤 9:50 ~ 11:0070분(중간 광고 포함)
제작진
제작사편집빅토리콘텐츠제작편집조윤정연출편집윤상호 : ( MBC 수목 특별기획 드라마 《태왕사신기》(공동연출), SBS 금요 드라마 《비천무》(연출), MBC 주말 미니시리즈 《탐나는도다》(공동연출), tvN 월화 드라마 《버디버디》(연출), TV조선 주말 특별기획드라마 《고봉실 아줌마 구하기》(연출), 네이버 TV 웹드라마 《아직 헤어지지 않았기 때문에》(연출), TV조선 금토 드라마 《백년의 신부》(연출), 중국 후난TV 청춘진행중 《지인단신재일기》(연출), SBS 수목 드라마 《사임당, 빛의 일기》(연출), MBC 토요 특별기획드라마 《이몽》(연출), TV조선 주말 특별기획드라마 《바람과 구름과 비》(연출), KBS 2TV 월화 드라마 《달이 뜨는 강》(연출), KBS 2TV 수목 드라마 《징크스의 연인》(연출), 영화 《메이》(감독), 영화 《아 유 레디?》(감독) 등 연출 )극본편집조성걸 : ( 영화 《방자전》(제작관리부문), 영화 《레드카펫》(제작기획진행 & 단역 - 호수공원커플 역), 영화 《숨바꼭질》(기획), 영화 《표적》(공동각본), 영화 《원스텝》 (각색), 영화 《청년경찰》(공동제작), 영화 《히트맨》(제작 & 기획) )
등장인물
자금순 가편집지승현 : 박세준 (40대, 1973~1982) 역 - 낙원 호텔의 첫째 아들이자 대주주, 현실적인데 냉철해지는 전문가다. 지원(우슬혜)의 남편. 세규(대훈)의 형. 세연의 오빠가 된다.최대훈 : 박세규 (30대 후반, 1983~1987) 역 - 낙원 호텔의 둘째 아들, 속칭 '방탕한 왕세자'로 명품과 슈퍼카 2개로 무장한 '한량력' 이만프로의 진정한 한량이 된다.황우슬혜 : 현지원 (30대, 1983~1992) 역 - 전직 아나운서 출신으로 세준(승현)의 아내, 엘레강스한 미녀로 결혼 한 지 오래 됐음에도 흐트러짐 없는 모습이 유지되지만 의외의 허술함을 가진 인물이다.배해선 : 윤정숙 (50대, 1963~1972) 역 - 자금순 집안의 유일한 가정부이다.그 외 인물편집김현숙 : 홍라경 (40대) 역 - 낙원호텔의 매니저, 언제나 나사 하나 빠져있는 것 같은 세연에게는 언니 같은 존재.정유진 : 송효진 (20대 후반) 역 - 세연의 친한 동생, 대형 건설사의 막내딸이자 대한항공 스튜어디스. (특별출연)손종학 : 김승도 (60대) 역 - 낙원호텔의 전무이사, 자금순 회장을 제외하면 사내 최고직.한재영 : 장태주 (40대) 역 - 흥신소를 운영하는 전직 형사, 상철의 의뢰를 받고 낙원의 '진짜 손자'의 행방을 오랫동안 추적해 왔다.최동구 : 승현 역문진승 : 기현 역이선정
최저 시청률과 최고 시청률은 시청률 조사회사와 지역별로 시청률에 차이가 있을 수 있다.2023년회차방송일AGB 시청률[1]대한민국 (전국)서울 (수도권)제1회10월 30일7.2%7.2%제2회10월 31일3.1%3.1%제3회11월 6일5.6%5.4%제4회11월 7일6.0%5.5%제5회11월 13일4.7%4.2%제6회11월 14일5.6%5.3%제7회11월 20일4.3%3.9%제8회11월 21일4.3%4.0%제9회11월 27일4.2%4.0%제10회12월 28일5.4%5.2%제11회12월 18일5.5%5.4%제12회12월 11일6.1%5.9%제13회12월 12일4.6%5.0%제14회12월 19일5.2%5.1%제15회12월 25일5.3%5.1%제16회12월 26일5.7%5.0%
OST
Part Ⅰ. 백지영 - 오지 않는 사람아 (2023.10.30 발매)Part Ⅱ. 조수미 - 민들레야 (2023.10. 31발매)
참고 사항
성동일과 권상우는 2015년에 개봉한 영화 《탐정: 더 비기닝》, 2018년에 개봉한 영화 《탐정: 리턴즈》, 2019년에 개봉한 영화 《두번할까요》, 2022년에 개봉한 영화 《해적 Part Ⅱ: 도깨비 깃발》 에 이어서 5번째로 호흡을 맞추는 계기가 되었다.황우슬혜는 2022년에 방송된 KBS 2TV 월화 드라마 《미남당》 이후로 3개월 만에 출연하는 작품이다.같은 소속사 출신인 강하늘과 한재영은 2017년에 개봉한 영화 《재심》과 2022년에 방송된 JTBC 수목 드라마 《인사이더》 에 이어서 세번째로 호흡을 맞추는 작품의 계기가 되었다.하지원과 권상우는 2004년에 개봉한 영화 《신부수업》 이후로 18년 만에 재회하는 작품이다.성동일과 하지원은 2020년에 개봉한 영화 《담보》 이후로 두번째로 호흡을 맞추는 계기가 되었다.강하늘과 윤상호 PD는 2021년 방송된 KBS 2TV 월화 드라마 《달이 뜨는 강》에 이어서 두 번째로 호흡을 맞추는 계기가 되었다.정지소와 장혜진은 영화 《기생충》 이후 3년 만에 다시 한번 호흡을 맞추는 작품의 계기가 되었다.성동일과 고두심은... 2002년부터 2003년까지 방송된 SBS 대하드라마 《야인시대》 이후 19년 만에 재회하는 작품의 계기가 되었다.최대훈과 강하늘은 JTBC 드라마 《인사이더》 에 이어서 다시 한번 더 호흡을 맞추는 계기가 되었다.
각주
1. AGB 닐슨 미디어리서치 홈페이지